# Рачкевич Євдокія Яківна
Євдокі́я Я́ківна Рачке́вич, до шлюбу Андрійчу́к (нар. 22 грудня 1907 — пом. 7 січня 1975) — радянська військова льотчиця, учасниця Другої світової війни. Комісар жіночого 46-го гвардійського нічного бомбардувального авіаційного полку, гвардії підполковник.
Перша в СРСР жінка, що закінчила Військово-політичну академію імені В. І. Леніна.

## Життєпис
Народилася 22 грудня 1907 року в селі Березова, адміністративному центрі Хоньковецької волості Могилівського повіту Подільської губернії (нині — село Наддністрянське Мурованокуриловецького району Вінницької області). Українка. У 1919 році закінчила чотирикласну церковнопарафіяльну школу в рідному селі.
У 1922 році зарахована на прибиральницею до Кам'янець-Подільського прикордонного загону. Член ВКП(б) з 1926 року. Того ж року відряджена райжінорганізаторкою до одного з районів Кам'янець-Подільської округи. У 1928 році закінчила однорічні юридичні курси в Києві. Працювала народною суддею в місті Кам'янці-Подільському, помічницею прокурора міжрайонної прокуратури Житомира, згодом — в Проскурові.
У лавах РСЧА з 1932 року. Обіймала посаду інструкторки політвідділу 1-ї дивізії Червоного козацтва. З 1934 по 1937 роки навчалась у Військово-політичній академії імені В. І. Леніна. Після закінчення Академії викладала в Ленінградському військовому училищі зв'язку. 1939 року вступає до ад'юнктури Академії ім. Леніна.
Учасник німецько-радянської війни з липня 1941 року. З 16 липня по 28 вересня 1941 року — комісар військово-польового шпиталю № 1366 Західного фронту, в подальшому — комісар авіаційної групи № 122 під командуванням Героя Радянського Союзу М. М. Раскової. З 6 лютого 1942 року й до кінця війни — комісар, згодом — заступниця командира полку з політичної частини 588-го (з лютого 1943 року — 46-го гвардійського) нічного бомбардувального авіаційного полку.
По закінченні війни жіночий авіаційний полк був розформований, а гвардії майор Є. Я. Рачкевич звільнена в запас. У 1951 році вдруге призвана до лав ЗС СРСР. До 1956 року обіймала посаду інструкторки політичного управління Групи радянських військ у Німеччині. У 1956 році підполковник Є. Я. Рачкевич виходить у відставку.
Мешкала в Москві. Вела значну громадську роботу. Померла 7 січня 1975 року. Похована на Хованському цвинтарі.

## Родина
У 1931 році одружилася з комісаром 3-го кавалерійського полку 1-ї дивізії Червоного козацтва Павлом Рачкевичем.

## Нагороди
Нагороджена орденами Червоного Прапора (22.05.1945), Вітчизняної війни 1-го ступеня (26.04.1944), двама орденами Червоної Зірки (19.10.1942, …) і медалями.